# حوضه آبریز قره‌قوم

موقعیت حوضه آبریز قره‌قوم

حوضه آبریز قره‌قوم یکی از حوضه‌های باز ایران است که در تقسیم‌بندی حوضه‌های آبریز ایران، حوضهٔ اصلی به شمار می‌رود. مساحت این حوضه، ۴۴٬۱۶۵ کیلومتر مربع است. حوضه آبریز قره‌قوم تنها یک زیرحوضهٔ درجه ۲ دارد و شامل آبراه‌هایی است که به رود تجن منتهی می‌شوند.

## جغرافیا
حوضه قره‌قوم در شرق و شمال خراسان رضوی و در مرز ایران با افغانستان و ترکمنستان قرار دارد و بخش بسیار کوچکی از خراسان شمالی را نیز دربرمی‌گیرد. این حوضه شامل رودهایی است که به رود تجن می‌ریزند. بخشی از این رودها در خاک ایران وارد تجن می‌شوند و برخی پس از ورود به ترکمنستان وارد کانال قره‌قوم می‌شوند. رودهای مهم این حوضه، هریرود و کشف‌رود هستند.
هریرود از کوه‌های هندوکش در افغانستان سرچشمه می‌گیرد و بخشی از مرز ایران با افغانستان و ترکمنستان را شکل می‌دهد. رودهایی از جمله جامرود و رود روس به هریرود می‌ریزند. کشف‌رود نیز از کوه بینالود سرچشمه می‌گیرد و پس از گذر از شمال مشهد، در نزدیکی سرخس با هریرود تلاقی می‌کند. پس از تلاقی، رود با نام رود تجن شناخته می‌شود. شاخه‌های کوچکی نیز در شمال خراسان رضوی جریان دارند که پس از ورود به ترکمنستان به کانال قره‌قوم (ادامهٔ رود تجن) منتهی می‌شوند.

## زیرحوضه‌ها
برپایهٔ دستور العمل تقسیم‌بندی حوضه‌های ایران، حوضهٔ آبریز قره‌قوم به زیرحوضه‌های زیر تقسیم می‌شود:
| کد  | نام زیرحوضه    | مساحت کیلومتر مربع | تعداد زیرحوضه‌ها |
| --- | -------------- | ------------------ | --------------- |
| ۶۰۱ | درونگر–چهچهه   | ۹٬۱۹۵              | ۶               |
| ۶۰۲ | پایاب هریرود   | ۳٬۴۰۶              | ۳               |
| ۶۰۳ | کشف‌رود         | ۱۶٬۷۴۷             | ۵               |
| ۶۰۴ | هریرود میانی ۱ | ۲٬۹۸۹              | –               |
| ۶۰۵ | جامرود         | ۶٬۳۸۸              | ۵               |
| ۶۰۶ | هریرود میانی ۲ | ۵٬۴۴۰              | ۳               |